# 豊実村 (鳥取県)
豊実村（とよみそん）は、鳥取県気高郡にあった自治体である。1896年（明治29年）3月31日までは高草郡に属した。

## 概要
現在の鳥取市大塚・嶋・下段・大桷・野坂・宮谷に当たり、千代川支流の野坂川中流部に位置した。東は山を境として東郷村と、西は山を境として松保村と、南は明治村と、北は大正村と隣接した。なお世紀小学校区の南部（旧豊実小学校区）はこれに旧明治村の上段の全域および尾崎・上原の各一部（大部分）を含む。
この地区は鷲峰山の噴火によって造られた谷の一つである。放射状に流出した溶岩が北方に向かって展開し数箇所の谷を造り、野坂谷はその東の谷であった。
当地は古くから野坂郷と呼ばれてその名が踏襲されていたが、町村制施行の際に米の産地を象徴して豊実村と命名された。
農業は米麦を主としていたが藩政時代には藍の栽培も盛んであった。明治から戦前にかけては桑園が導入され養蚕業も発展したがその後激減し、代わって葉煙草の栽培や山間部では果樹の栽培が著しく進出した。

## 災害
当村を貫流する野坂川は河床が高くしばしば洪水毎に氾濫し、1912年（大正元年）、1918年（同7年）、1923年（同12年）は特に大きく大正の三洪水と呼ばれた。1912年9月23日には堤防決壊や田畑・橋梁などの流失が発生した。1918年9月14日の大洪水では小学校校舎や役場庁舎も流失し、重要書類や記録が失われた。そのため野坂川の改修工事が1927年（昭和2年）に着工され1934年（同9年）に完了した。
1913年（大正2年）4月5日に野坂で大火災があり57戸を全焼し罹災者256名、さらに1934年（昭和9年）にも16戸が全焼し、同集落で火災禍を免れて現存する者は僅かに数えるほどしかいなかった。
1943年（昭和18年）の鳥取地震では当村が震源地となり、小学校校舎が倒壊したのを始め野坂・宮谷で46戸の倒壊家屋があり死者6名を出した。

## 沿革
- 1877年（明治10年） - 大満村と桷間村が合併して大桷村となる[2]。
- 1881年（明治14年）9月12日 - 鳥取県再置。
- 1883年（明治16年）4月 - 上原村（後の穏治村→明治村）に置かれた連合戸長役場の管轄区域となる[2][5]。
- 1889年（明治22年）10月1日 - 町村制施行により、野坂村・島村・宮谷村・大桷村・下段村・大塚村が合併して村制施行し、豊実村が発足。旧村名を継承した6大字を編成し、役場を野坂村に設置[2][5]。
- 1896年（明治29年）4月1日 - 郡制の施行により、高草郡・気多郡の区域をもって気高郡が発足し、気高郡豊実村となる。
- 1908年（明治41年）8月15日 - 役場位置を大字大桷村518番地に変更[6]。
- 1918年（大正7年）5月20日 - 役場位置を大字大桷517番地に変更[7]。
- 1918年（大正7年）9月15日 - 庁舎流失により役場位置を大字野坂40番に変更[8]。
- 1919年（大正8年）5月20日 - 役場位置を大字大桷字國重470、470次1、471番地に変更[9]。
- 1943年（昭和18年）9月10日 - 鳥取地震発生。
- 1953年（昭和28年）7月1日 - 鳥取市に編入。同日豊実村廃止[10]。

## 行政

### 歴代村長
前述の通り、1918年（大正7年）9月14日の野坂川氾濫による役場流失のため、それ以前の正確な就任退任日は不明である。職員録や各集落・個人の保管する文書によって判明した村長を記す。
| 氏名                        | 時期                                    |
| --------------------------- | --------------------------------------- |
| 岸本松次郎                  | 1889年（明治22年）                      |
| 大塚松次郎                  | 1891年（明治24年）                      |
| 民野源蔵                    | 1895年（明治28年）                      |
| 徳田周次郎                  | 1896年（明治29年）                      |
| 徳田音太郎                  | 1896年（明治29年） - 1899年（明治32年） |
| 縄田源三郎                  | 1900年（明治33年）                      |
| 大塚松次郎                  | 1901年（明治34年） - 1902年（明治35年） |
| 徳田音太郎                  | 1903年（明治36年） - 1904年（明治37年） |
| 菜引弥寿蔵                  | 1904年（明治37年） - 1906年（明治39年） |
| 山岡保蔵                    | 1907年（明治40年） - 1908年（明治41年） |
| 玉野造酒蔵                  | 1909年（明治42年）                      |
| 大塚松次郎                  | 1910年（明治43年） - 1911年（明治44年） |
| 徳田善蔵                    | 1912年（明治45年） - 1912年（大正元年） |
| 縄田源三郎                  | 1913年（大正2年） - 1915年（大正4年）   |
| 山岡竹蔵                    | 1916年（大正5年） - 1917年（大正6年）   |
| 山本萬蔵                    | 1917年（大正6年） - 1918年（大正7年）   |
| 徳田松太郎                  | 1918年（大正7年）                       |
| 参考文献 - 、および各職員録 |                                         |

| 氏名       | 就任年月日                 | 退任年月日                 | 備考                   |
| ---------- | -------------------------- | -------------------------- | ---------------------- |
| 徳田松太郎 | 1919年（大正8年）2月3日    | 1926年（大正15年）9月30日  |                        |
| 岸本政治   | 1926年（大正15年）10月10日 | 1928年（昭和3年）10月10日  |                        |
| 岸本源治   | 1929年（昭和4年）2月20日   | 1933年（昭和8年）1月13日   |                        |
| 水姓郁太郎 | 1933年（昭和8年）2月27日   | 1934年（昭和9年）9月11日   |                        |
| 徳田常規   | 1934年（昭和9年）9月11日   | 1939年（昭和14年）10月17日 |                        |
| 縄田源太郎 | 1939年（昭和14年）10月21日 | 1942年（昭和17年）6月30日  |                        |
| 菜引柳次   | 1942年（昭和17年）7月5日   | 1943年（昭和18年）11月16日 |                        |
| 谷口美嘉   | 1944年（昭和19年）1月22日  | 1946年（昭和21年）11月16日 |                        |
| 山本安雄   | 1947年（昭和22年）4月5日   | 1951年（昭和26年）11月16日 | 後に鳥取市会議員となる |
| 木下繁美   | 1951年（昭和26年）11月16日 | 1953年（昭和28年）6月30日  | 後に鳥取市会議員となる |
| 参考文献 - |                            |                            |                        |

## 教育
- 気高郡豊実村立豊実小学校（後に鳥取市立豊実小学校となり、現在は鳥取市立世紀小学校）
- 中学校は大正村の大東中学校区（現在は鳥取市立高草中学校）

## 交通
藩政時代には鳥取城下を中心に街道が整備されたが、当地区には鳥取 - 吉岡 - 鹿野 - 青谷に出て伯耆街道に合する鹿野往来があった。野坂は鳥取〜吉岡間の主要地であったため宿駅が置かれていた。
また旧藩時代から明治にかけては水路が用いられ、野坂川から千代川への舟便が利用された。当時の道幅は狭く路面が悪かったことから多量の荷を運ぶためには舟で運ぶ方が便利であった。
1911年（明治44年）に徳尾〜拝殿間里道の約4.8kmが直通の道路に改修され、県道となってから更に16kmの一貫線となり幅員も6mに拡張された（現在の県道49号）。